# Jeroen Zoet
Jeroen Zoet (pronunciación en neerlandés: /jə.ˈrun ˈzut/; Veendam, Países Bajos, 6 de enero de 1991) es un futbolista neerlandés. Juega como guardameta en el AZ Alkmaar de la Eredivisie de Países Bajos.

## Selección nacional
Fue internacional con las selecciones inferiores de los Países Bajos. Fue convocado para afrontar la Eurocopa Sub-21 de 2013.
Su debut con la selección absoluta de los Países Bajos se produjo el 10 de octubre de 2015 contra Kazajistán en un partido de clasificación para la Eurocopa 2016, sustituyendo a su compañero Tim Krul.

### Participaciones en Eurocopas
| Copa                    | Sede    | Resultado      | Partidos | Goles |
| ----------------------- | ------- | -------------- | -------- | ----- |
| Eurocopa Sub-17 de 2007 | Bélgica | Sexto lugar    | ?        | 0     |
| Eurocopa Sub-17 de 2008 | Turquía | Semifinales    | ?        | 0     |
| Eurocopa Sub-19 de 2010 | Francia | Fase de grupos | ?        | 0     |
| Eurocopa Sub-21 de 2013 | Israel  | Semifinales    | 3        | 0     |

## Clubes
| Club                   | País         | Año       |
| ---------------------- | ------------ | --------- |
| PSV Eindhoven          | Países Bajos | 2011-2020 |
| RKC Waalwijk (cedido)  | Países Bajos | 2011-2013 |
| F. C. Utrecht (cedido) | Países Bajos | 2020      |
| Spezia Calcio          | Italia       | 2020-2024 |
| AZ Alkmaar             | Países Bajos | 2024-     |

## Palmarés

### Títulos nacionales
| Título                        | Club          | País         | Año  |
| ----------------------------- | ------------- | ------------ | ---- |
| Eredivisie                    | PSV Eindhoven | Países Bajos | 2015 |
| Supercopa de los Países Bajos | PSV Eindhoven | Países Bajos | 2015 |
| Eredivisie                    | PSV Eindhoven | Países Bajos | 2016 |
| Supercopa de los Países Bajos | PSV Eindhoven | Países Bajos | 2016 |
| Eredivisie                    | PSV Eindhoven | Países Bajos | 2018 |

### Distinciones individuales
| Distinción                                                             | Año  |
| ---------------------------------------------------------------------- | ---- |
| Jugador social del año en los Países Bajos                             | 2015 |
| Parte del equipo del año de la Liga de Campeones de la UEFA según Opta | 2016 |